# ウィルフリード・スピンナー
ハインリヒ・ウィルフリード・スピンナー（ドイツ語: Heinrich Wilfried(Wilfrid) Spinner、1854年10月12日 - 1918年8月31日）は、ドイツの普及福音教会より日本に派遣されたスイス人の宣教師である。

## 生涯
出生から修学期
1854年、スイスのチューリッヒで生まれた。チューリッヒ大学神学部で神学を学び、哲学と神学の国家試験に合格。さらに、ドイツ、デンマーク、オランダ、ベルギーの大学で研究を続けた。
アジアへの伝道活動と来日
1883年、友人たちとキリスト教文化をアジアに導入するための伝道会を設立した。1885年（明治18年）に来日して、東京神田で伝道を開始。後に普及福音教会と称した。その一方で、ルター派のザクセン・ワイマール国教会の正規の聖職者として、東京と横浜に滞在していたドイツ人のためにドイツ教会を設立し、その牧師に就任した。当時の東京には、お雇い外国人として来日した技師などが集っていた。
また、青木周蔵、有栖川宮威仁親王、北白川宮能久親王、桂太郎、品川弥二郎らの財界・政会・公家の著名人と接触して親交を結んだ。
1887年に本郷壱岐坂に会堂を建設し、新教神学校を設立する。1888年には機関紙『真理』の発行を開始した。
ドイツに帰国
1891年、ドイツに帰国。スピンナーの弟子に三並良、向軍治などがいる。